# Portrait de l'archevêque Filippo Archinto
Le Portrait de l'archevêque Filippo Archinto est un tableau du peintre italien Titien réalisé en 1558. Cette huile sur toile est un portrait de Filippo Archinto (en)  rendu remarquable par le voile semi-transparent qui couvre la moitié droite de la peinture. Elle est conservée au Philadelphia Museum of Art, à Philadelphie, aux États-Unis.
Ce tableau est, pour le reste, une copie fidèle d'un premier portrait du même religieux exécuté par Titien trois ans plus tôt.

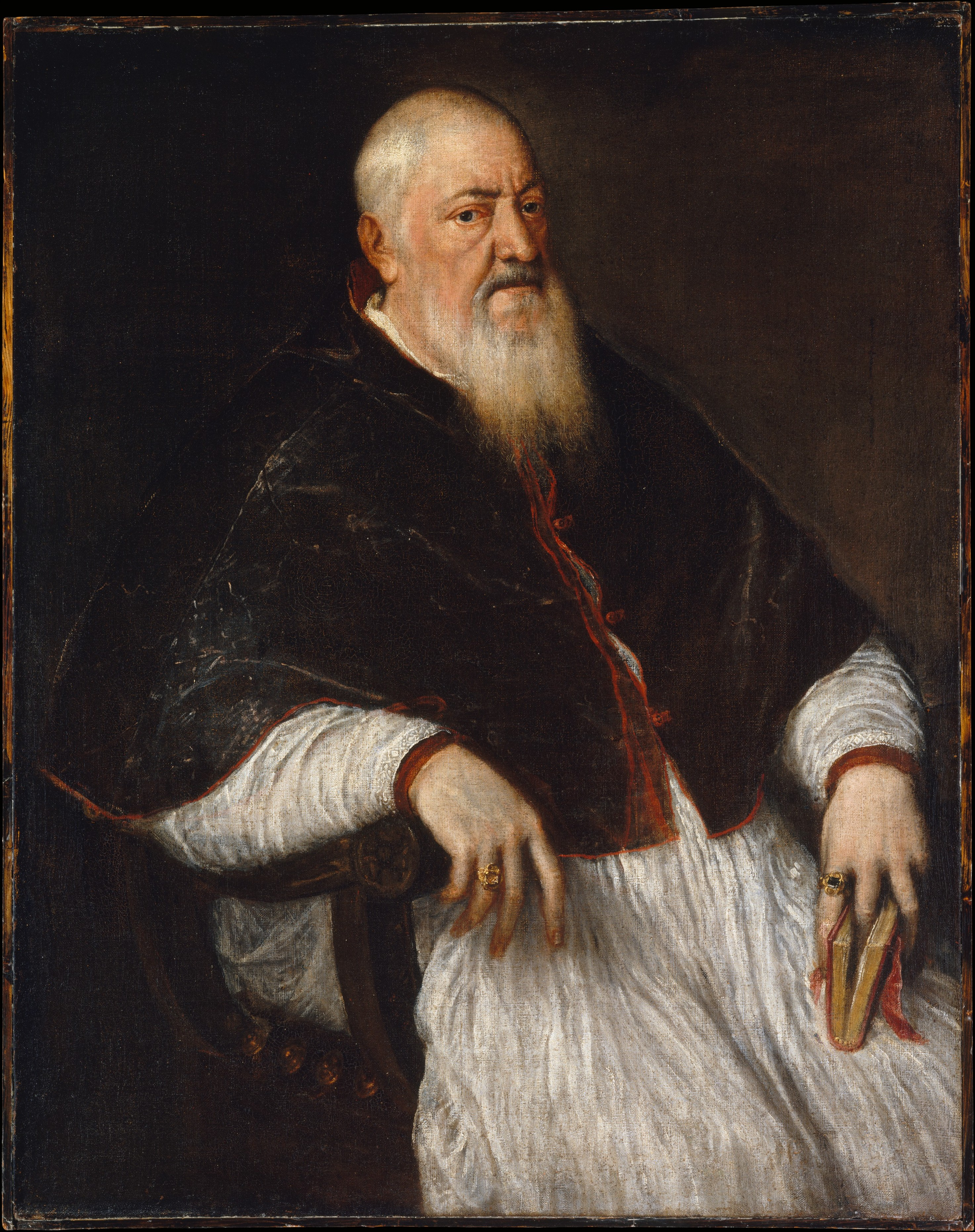
Filippo Archinto (born about 1500, died 1558), Archbishop of Milan, version du MET.